# Jean de Lustrac

Jean de Lustrac (Jean V de Lustrac, parfois désigné Jean IV de Lustrac), mort le 18 juillet 1550, est un évêque français du XVIe siècle. 

## Éléments biographiques
Il est le frère d'Antoine de Lustrac, seigneur du château de Lustrac et de Terrasson.
Jean de Lustrac est nommé abbé de Saint-Maurin en  1512. Puis il est prieur de Saint-Vincent de l'Espinouse et vicaire de Sarlat. Désigné par le roi Henri II, il est consacré évêque de Périgueux en 1548. Il règle qu'au jour de sa sépulture, treize pauvres soient vêtus de noir et treize de blanc, et que l'on dise mille messes pour le repos de son âme.

## Armoiries de Mgr de Lustrac
Écartelé : 1 et 4 de gueules à 3 fasces d'argent; 2 et 3 d'azur au lion couronné d'or, armé et lampassé de gueules.